# Tablero de conexiones

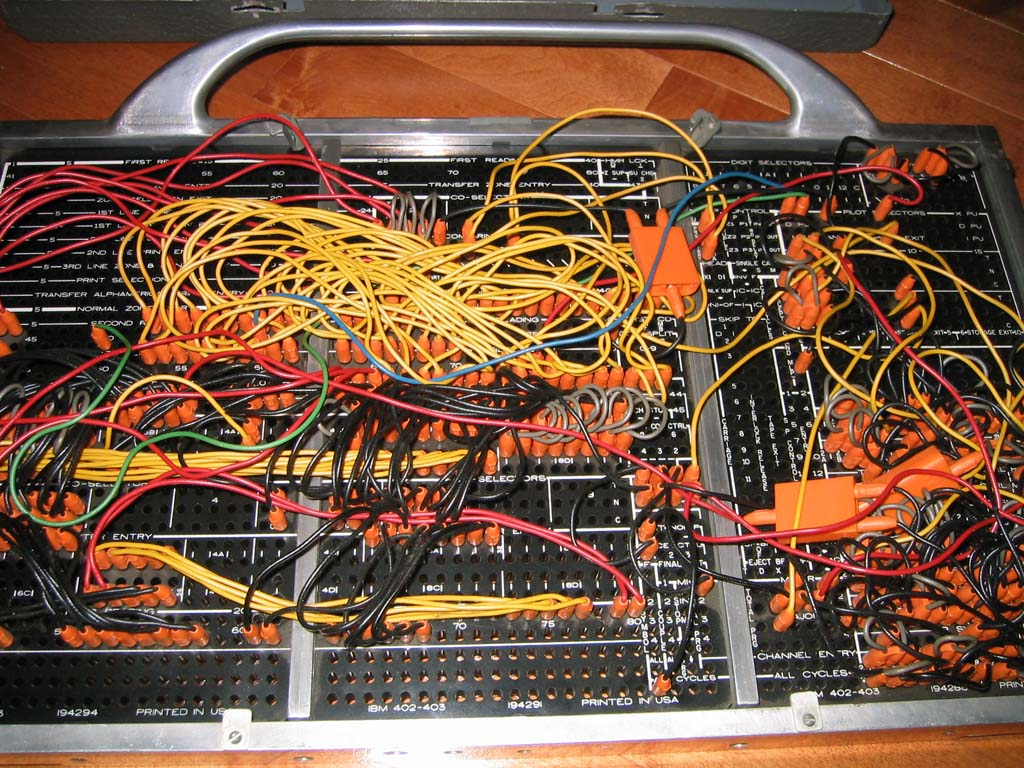
Cableado del panel de control de la máquina de contabilidad IBM 402. Esta placa fue etiquetada como "resumen de pérdidas y ganancias".

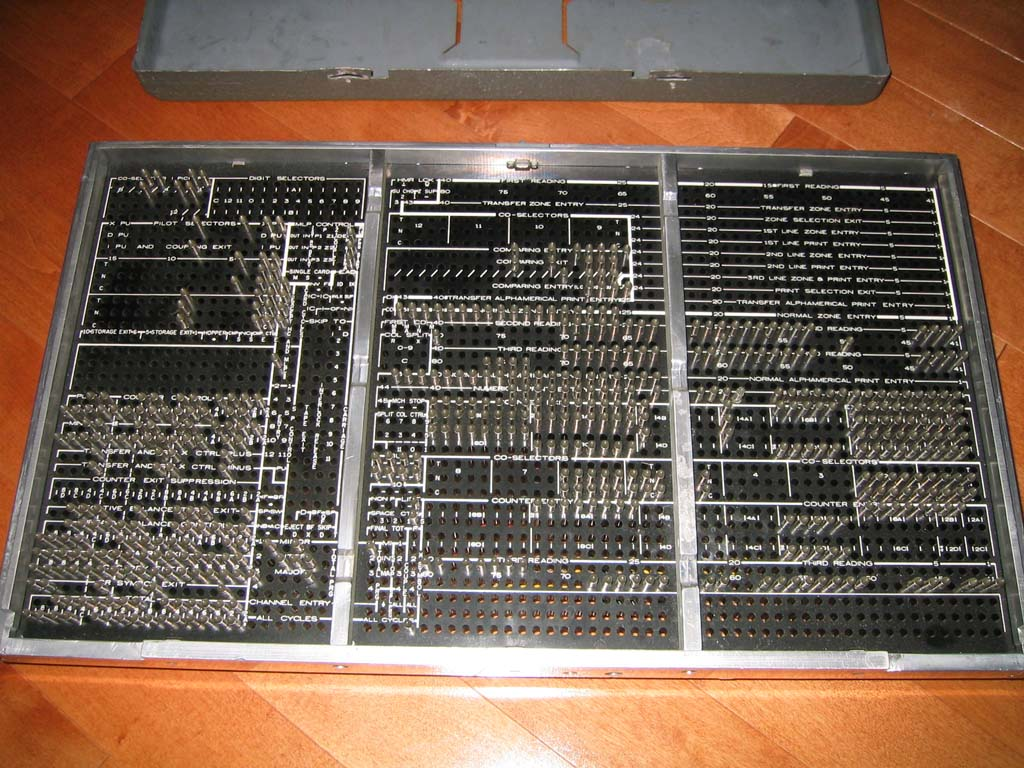
Reverso del mismo tablero de conexiones 402, que muestra los pasadores que hacen contacto con el cableado interno de la máquina. Los agujeros se llamaban centros.

Un panel de conexiones, o panel de control (el término usado dependía de la zona de aplicación), es una matriz de jacks, o tomas de corriente (por lo general llamadas hubs), en la que los cables de conexión se pueden insertar para completar un circuito eléctrico. Estos paneles de control se utilizaron para dirigir la operación de algunos equipos de registro de la unidad. Los tableros de conexiones se utilizaron en algunas máquinas de cifrado y en algunas computadoras antiguas. 

## Equipo de registro de la unidad

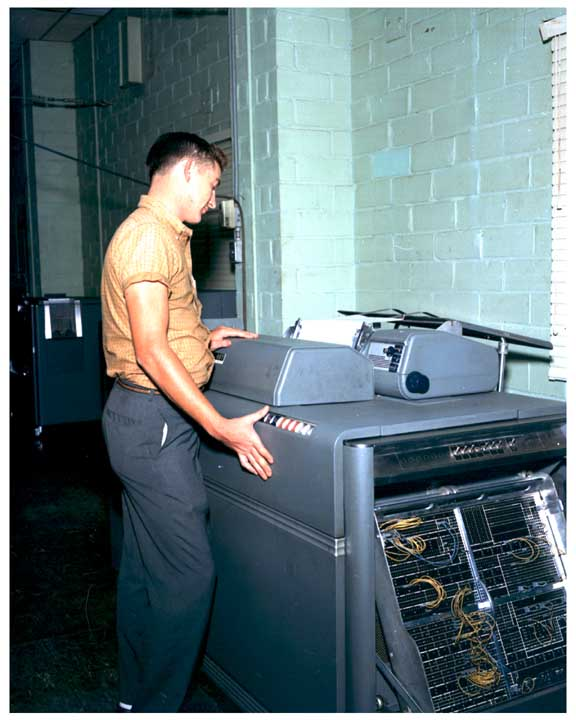
Una máquina de contabilidad IBM 407 con panel de control insertada, pero no activada.

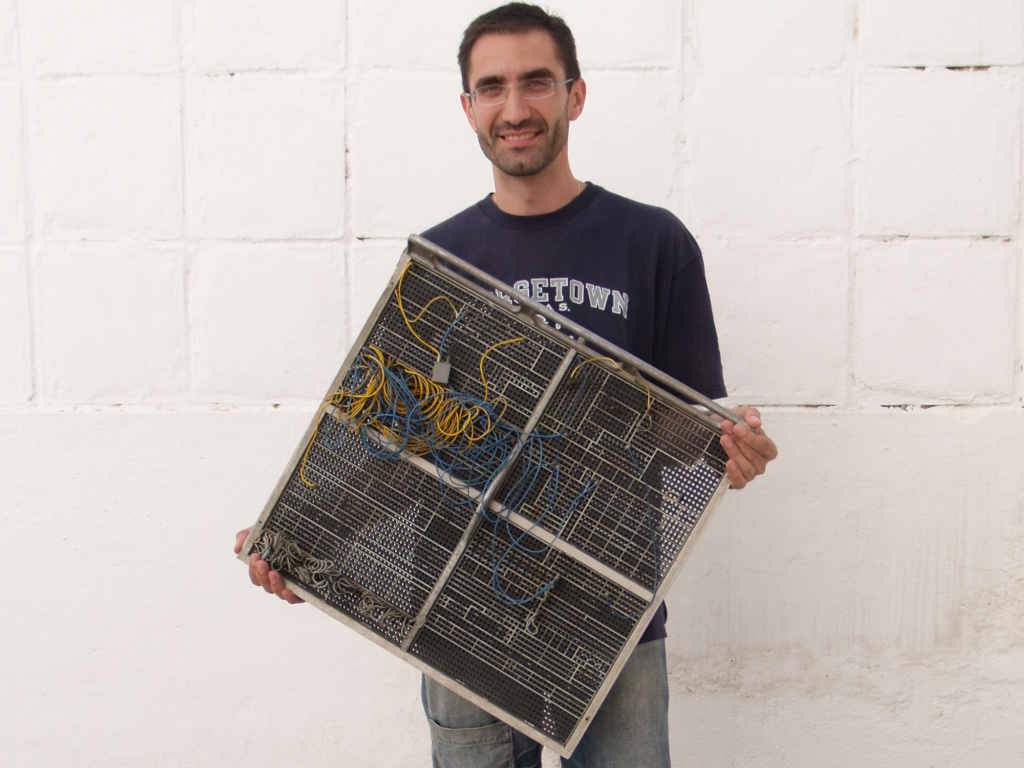
Un panel de control de IBM era simplemente una placa con orificios (hubs) para enchufar cables de puente.

Las máquinas más primitivas fueron cableadas para aplicaciones específicas. En 1906, se introdujeron los paneles de control para el tabulador Hollerith tipo 1 (foto de Tipo 3 con panel de control incorporado aquí). En la década de 1920 se introdujeron los paneles de control extraíbles con el tabulador 3-S tipo Hollerith (IBM). Las aplicaciones podrían luego ser cableadas en paneles de control separados, e insertadas en tabuladores según sea necesario. Los paneles de control extraíbles se utilizaron en todas las máquinas grabadoras de unidades en las que las máquinas utilizan para diferentes aplicaciones que requieren un nuevo cableado. 
Los paneles de control extraíbles de IBM variaron en tamaño desde 6 1/4 "por 10 3/4" (para máquinas como IBM 077, IBM 550, IBM 514) hasta aproximadamente uno a dos pies (300 a 600 mm) en un lado y tenía una matriz rectangular de centros.{{refn|group="nota"|Los primeros paneles de control extraíbles de IBM tenían una serie de sockets en un lado, cada socket conectado a un conector en el reverso.</ref> Los enchufes en cada extremo de un cable de conexión de un solo conductor se insertaron en los concentradores, haciendo una conexión entre dos contactos en la máquina cuando el panel de control se colocó en la máquina, conectando así un concentrador emisor a un concentrador de aceptación o entrada. Por ejemplo, en una aplicación de duplicador de tarjetas, un concentrador de lectura (emisión) de columnas de tarjeta podría estar conectado a un concentrador de entrada de imán perforado. Era relativamente sencillo copiar algunos campos, tal vez a diferentes columnas, e ignorar otras columnas mediante el cableado adecuado. Los paneles de control del tabulador pueden requerir docenas de cables de conexión para algunas aplicaciones. 
Se implementaron funciones de tabulador con componentes tanto mecánicos como eléctricos. Los paneles de control simplificaron el cambio de conexiones eléctricas para diferentes aplicaciones, pero el cambio de la mayoría del uso del tabulador aún requería cambios mecánicos. El IBM 407 fue el primer tabulador de IBM que no requirió tales cambios mecánicos; todas las funciones del 407 estaban controladas eléctricamente y estaban completamente especificadas por el panel de control de la aplicación y la cinta de transporte. 
Para la mayoría de las máquinas con paneles de control, desde colaboradores, intérpretes hasta el IBM 407, los manuales de IBM describen el panel de control como "dirección" o "la operación automática fue obtenida por...". Los paneles de control de ciertas calculadoras, como el IBM 602 y el IBM 604, que especificaron una secuencia de operaciones, se describieron como programas.

## Cableado de los paneles de control del equipo de registro de la unidad
El equipo de registro de la unidad se configuraba normalmente para una tarea específica mediante un panel de control extraíble. Las conexiones eléctricas de los diversos componentes en la máquina de registro de la unidad se presentaron en el panel, y las conexiones entre ellos se determinaron mediante el cableado, con las conexiones reales realizadas cuando el panel se insertó en la máquina y se aseguró en su lugar. Quizás el análogo moderno más cercano sea la matriz de compuerta programable en campo, donde se pone a disposición un número fijo de componentes lógicos y el usuario determina su cableado de interconexión. 
El cableado de un panel de control de registro de la unidad requería el conocimiento de los componentes de la máquina y sus restricciones de tiempo. Los componentes de la mayoría de las máquinas grabadoras de unidades se sincronizaron con un eje giratorio. Una rotación representaba un solo ciclo de la máquina, durante el cual las tarjetas perforadas avanzaban de una estación a la siguiente, se podía imprimir una línea, se podía imprimir un total, etc. Los ciclos se dividieron en puntos según el momento en que las filas de una tarjeta perforada aparecerían bajo una estación de lectura o perforación. En la mayoría</ref> de las máquinas</ref>, las tarjetas se colocaron boca abajo, primero con 9 bordes (borde inferior).  Por lo tanto, el primer punto en un ciclo de tarjeta sería 9 veces, el segundo 8 veces y así sucesivamente hasta 0 veces. Los tiempos del 9 al 0 fueron conocidos como dígitos. Estos serían seguidos por 11 y 12 veces, también conocidas como zonas. 
En una estación de lectura, un conjunto de 80 cepillos de alambre de resorte presionados contra la tarjeta, uno para cada columna (la estación de lectura 407, construida sin cepillos, mantuvo la tarjeta estacionaria y podía leer una tarjeta varias veces, generando cada vez los mismos impulsos que sería generado por una estación de cable de resorte 80). Cuando pasaba un orificio debajo del cepillo, el cepillo entraba en contacto con una superficie conductora debajo de la tarjeta que estaba conectada a una fuente de alimentación eléctrica y se generaba un impulso eléctrico, dicho impulso en la terminología de IBM. Cada cepillo se conectaba a un concentrador individual en el panel de control, desde el cual podría conectarse a otro concentrador, según sea necesario. La acción causada por un impulso en un cable depende de cuándo ocurrió en el ciclo, una forma simple de multiplexación por división de tiempo. Por lo tanto, un impulso que ocurrió durante 7 veces en un cable conectado a la columna 26 perforaría un agujero en la fila 7 de la columna 26. Un impulso en el mismo cable que ocurrió en 4 veces perforaría un 4 en la columna 26. Los impulsos sincronizados de esta manera a menudo provenían de pinceles de lectura que detectaban agujeros perforados en las tarjetas a medida que pasaban por debajo de los pinceles, pero tales pulsos también eran emitidos por otros circuitos, como salidas de contador. Los impulsos de zona y los impulsos de dígitos fueron necesarios para la impresión alfanumérica. Ambos podrían enviarse en un solo cable, y luego separados por circuitos de relé en función del tiempo dentro de un ciclo. 
El panel de control para cada tipo de máquina presentaba centros de salida (salida) y entrada (entrada) en arreglos lógicos.  En muchos lugares, se conectarán dos o más concentradores comunes adyacentes , lo que permitirá conectar más de un cable a esa salida o entrada. Algunos grupos de concentradores estaban conectados entre sí pero no conectados a ningún circuito interno. Estos concentradores de bus podrían usarse para conectar varios cables cuando sea necesario. También estaban disponibles pequeños bloques de conectores llamados divisiones de cables para unir tres o cuatro cables juntos, sobre el panel de control. Varios son visibles en la foto de un panel IBM 402. 
Las capacidades y la sofisticación de los componentes de la máquina de registro de unidades evolucionaron durante la primera mitad del siglo XX y, a menudo, fueron específicas para las necesidades de un tipo de máquina en particular.  Las siguientes agrupaciones de concentradores eran típicas de máquinas IBM posteriores:
- Lea los pinceles, 80 concentradores de salida, uno para cada columna de tarjeta.  Una máquina de tabulación puede tener dos o tres estaciones de lectura, cada una con su propio conjunto de 80 concentradores. Un punzón de reproducción podría tener una estación de lectura adicional después de la estación de punzón para su verificación.
- Imanes de perforación Las máquinas que podían perforar tarjetas, como una perforación de reproducción, tenían entradas de concentrador para cada columna de tarjeta.  Un impulso a una de esas entradas activó el electroimán que inició la perforación de un agujero en la posición de esa columna.
- Imprimir entradas Un centro para cada posición de impresión. Los impulsos a estas entradas controlaron el movimiento de las barras o ruedas de impresión para colocar el elemento de tipo correcto debajo de los martillos de impresión. El 407 también tenía salidas de cada rueda de impresión que luego podrían alimentar los contadores para sumar o restar.  Esto aseguró que los totales siempre coincidieron con lo que se imprimió.
- Entradas de contador Una máquina de tabulación de IBM, como la serie 402 o 407 tendría varios contadores disponibles en diferentes tamaños.  (Por ejemplo, el IBM 402/403 tenía cuatro series de 2, 4, 6 y 8 dígitos, etiquetados como 2A, 2B, 2C, 2D, 4A, 4B, etc.) Cada contador tenía dos entradas de control de contador para especificar la suma (más) o la resta (menos). Si ninguno de los dos fue pulsado, no se realizó ninguna operación. Si se ordenaba la adición, un impulso de un dígito conectado desde una columna a un centro de entrada de contador inició el giro de la rueda de contador.  Se detuvo automáticamente a tiempo cero. Por lo tanto, un pulso a la vez 8 hizo que la rueda avanzara 8 pasos, agregando el valor 8 a esa posición del contador. Los acarreos dentro de un grupo se realizaron de forma automática. Llevar y realizar hubs permitió acoplar los contadores, lo que permitió acumular números más largos. La resta fue más complicada y usó la aritmética del complemento de nueve.
- Contador de salidas totales. El concentrador de entrada Total de un contador hizo que ese contador emitiera pulsos totales que podrían conectarse a las posiciones de impresión.  Después de que se imprimió un total, se restableció el contador.  Los circuitos especiales permitieron que los valores negativos se imprimieran correctamente, no como nuevos complementos, y se proporcionó una salida especial para permitir que un símbolo apropiado ( "cr" o "-") se imprimiera al lado del número cuando era negativo.
- Comparando Los circuitos de comparación simple tenían dos entradas y una salida que emitía un pulso cada vez que los pulsos llegaban a las entradas en momentos diferentes.  Algunas máquinas, por ejemplo, los proveedores, podrían detectar qué número era mayor si no fueran iguales. Una máquina de tabulación puede comparar el número de cuenta en tarjetas sucesivas e imprimir un total cuando aparece un nuevo número de cuenta. Para la función de comparación, IBM implementó lo que ahora se llamaría una puerta XOR usando electroimanes opuestos.  Si ninguno de los imanes se activaba o si ambos se activaban al mismo tiempo, la armadura del relé no se movería.  Si solo se energizara un imán, la armadura se movería y tocaría uno de los dos contactos colocados a cada lado. Los dos contactos se conectaron internamente y se conectaron a un centro de salida que indicaba una comparación desigual.
- Los distribuidores permitieron que un impulso de salida se conectara a más de una entrada sin crear un circuito de retorno entre las entradas.
- Los emisores eran conjuntos de 12 concentradores de salida que generaban automáticamente un pulso a cada tiempo especificado en el ciclo de la tarjeta.  Los doce concentradores de salida estaban conectados a los contactos en un interruptor giratorio que giraba con el ciclo de la tarjeta. Por lo tanto, el cableado de la salida 6 de un emisor a una entrada de imán de perforación provocaría que se perforara un 6 en esa posición. Los emisores se pueden usar para poner un valor numérico constante, digamos una fecha, en cada tarjeta.  Los datos constantes alfanuméricos se pueden crear combinando cuidadosamente los pulsos de dígitos y zonas. Las máquinas posteriores, como la 407 también tenían un conjunto completo de emisores alfanuméricos que solo requerían un cable para su uso.
- Los selectores dirigieron un pulso desde una entrada común a cualquiera de las dos salidas, dependiendo de si un imán de relé estaba energizado.  Se emplearon muchos tipos de selectores que diferían en cómo se activaba el relé de "captación". En el caso más simple, las entradas inmediatas (I), el imán se activó cuando se recibió un pulso y se mantuvo durante el resto del ciclo. Los selectores más complejos, denominados selectores de piloto, tenían un centro de entrada en D que hizo que el imán del selector se activara en el siguiente ciclo de la máquina, y un centro de entrada en X que también se retrasó, pero solo se activó con 11 o 12 pulsos.  El retraso de un ciclo fue necesario porque en la mayoría de los casos, cuando se detectó un pulso, ya era demasiado tarde para actuar de manera confiable en ese ciclo. Los co-selectores solo tuvieron una entrada inmediata, pero cinco conjuntos de contactos y típicamente fueron activados por la salida de acoplamiento de un selector de piloto, de ahí los nombres.
- Los selectores de dígitos eran similares a los emisores, con un centro de salida para cada punto del ciclo, pero también tenían un centro de entrada que se cambió a los centros de salida sucesivos a medida que avanzaba el ciclo. Un selector de dígitos se podría convertir en un emisor de dígitos conectando su hub de entrada a una fuente constante de pulsos de ciclo.  Pero también podría alimentarse con otras señales y usarse para detectar un dígito en particular. Conectar un primer pincel de lectura a la entrada de un selector de dígitos y conectar, digamos, su salida de 4 a la entrada D del selector de piloto causaría que ese selector se transfiera en el siguiente ciclo de lectura si se pulsa 4 en la primera columna del pincel de lectura.
- Las divisiones de columna fueron relés que se energizaron solo durante 11 y 12 veces, permitiendo que los pulsos de dígitos se separaran de los pulsos de zona.
- Almacenamiento Las máquinas posteriores, como el 407 y el 602, podrían almacenar varios valores para su uso posterior, por medio de un dispositivo mecánico similar a un emisor, excepto que contenía un contacto deslizante que determinaba en qué momento se debía emitir un impulso. El control deslizante de contacto se colocó electro-mecánicamente cuando se almacenó un valor, y se mantuvo en posición hasta que se despejó el almacenamiento.

## Máquinas de cifrado
Se usó un tablero no removible en la máquina Enigma. En este caso, el panel de conexiones actuaba como un "cuarto rotor" en el funcionamiento de la máquina de rotores. Los cableados de los enchufes fueron parte de la "configuración del día" que especificaba qué rotores insertar en qué ranura y qué conexiones de enchufes realizar. En la práctica, el tablero de conexiones mejoró la seguridad de la codificación que se generaba, pero como no cambiaba con cada pulsación de tecla, a diferencia de los rotores, su impacto era limitado. Ver Criptoanálisis del Enigma.

## Primeras computadoras
La primera versión de la computadora ENIAC se programó a través de cableado, interruptores y enchufes. Posteriormente, el cableado de ENIAC se reconfiguró para usar la memoria ROM de datos de las Tablas de funciones existentes como memoria ROM de programa (los conmutadores y tableros de conexión continuaron usándose en el ENIAC reconfigurado). 
El IBM 305 RAMAC usaba un panel de conexiones para todas las operaciones de comparación de programas y todas las operaciones de sucursales. Otros plugboards controlaban la lectura y el punzonado de las tarjetas, la impresora y la máquina de escribir de la consola. Muchos dispositivos periféricos, por ejemplo, IBM 711 y 716, para computadoras IBM de primera y segunda generación, incluidas las series IBM 700/7000 e IBM 650, se basaron en las máquinas de registro de la unidad y en los tableros de conectores incluidos. 
Los tableros de enchufes se mantuvieron en uso en computadoras de propósitos especiales durante algún tiempo, actuando como una memoria de solo lectura (ROM) pero se pueden reprogramar manualmente en el campo. Un ejemplo es la computadora Ferranti Argus , utilizada en el misil Bristol Bloodhound , que cuenta con un tablero de conexiones programado al insertar pequeñas barras de ferrita en las ranuras, creando una memoria central de solo lectura a mano.